# Jensen 541S
Jensen 541S — спортивний автомобіль, що виготовлявся британською компанією Jensen Motors Limited у 1960—1963 рр. Являв собою Jensen 541 з ширшою на 4 дюйми колією, що відобразилось на об'ємі салону та стійкості. Вперше був представлений у жовтні 1960 р. Модель 541S мала звичайну решітку радіатора (на відміну від заслінки на 541) обумовлену іншим двигуном (V-подібним 8-циліндровим), самоблоківний диференціал Salisbury.
На новій моделі Jensen використовували власну версію рядного 6-циліндрового двигуна Austin DS5 з робочим об'ємом 4 л. Агрегат комплектувався трьома карбюраторами SU, головкою блоку циліндрів Weslake, зміненими випускними колекторами та піддоном картера з алюмінієвого сплаву. Спочатку брати Дженсени тестували V-подібний 8-циліндровий Chrysler Hemi для встановлення на 541S (як і на моделі 541delux), однак від них вирішили відмовитись через проблеми з постачаннями. На один автомобіль, на замовлення Дональда Хілі, встановлювали V-подібний 8-циліндровий Chevrolet 327. Загалом 127 автомобілів було вручну зібрано у 1960—1962 рр. на заводі у Вест-Бромвічі, більшість з яких мали гідромеханічні коробки передач Rolls-Royce. Свого часу це було незвично, оскількі спортивні автомобілі у своїй більшості комплектувались механічними коробками передач. Автоматична коробка передач давала змогу долати великі відстані на великій швидкості зі значним комфортом. Проте на 22 екземпляри на вимогу майбутніх власників встановили механічні коробки передач Moss.
Jensen 541S також відомий за наявністю ременів безпеки у стандартній комплектації. Також вперше для серії 541 на моделі S з'явились дискові гальма Dunlop. Кермовий механізм шестерня-рейка позитивно впливав на керованість. Елементи пасивної безпеки містили вогнегасник, аптечку. Кожен автомобіль мав радіо марки Motorola.
Jensen 541S змінила модель C-V8 з двигуном Chrysler Golden Commando (V-подібний 8-циліндровий). Наступник мав аналогічну колісну базу та колію, ті самі елементи пасивної безпеки, комфорту. Революційний Jensen FF, що з'явився у 1966 р. мав периферійну раму конструктивно подібну до автомобілів серії 541.

## Галерея

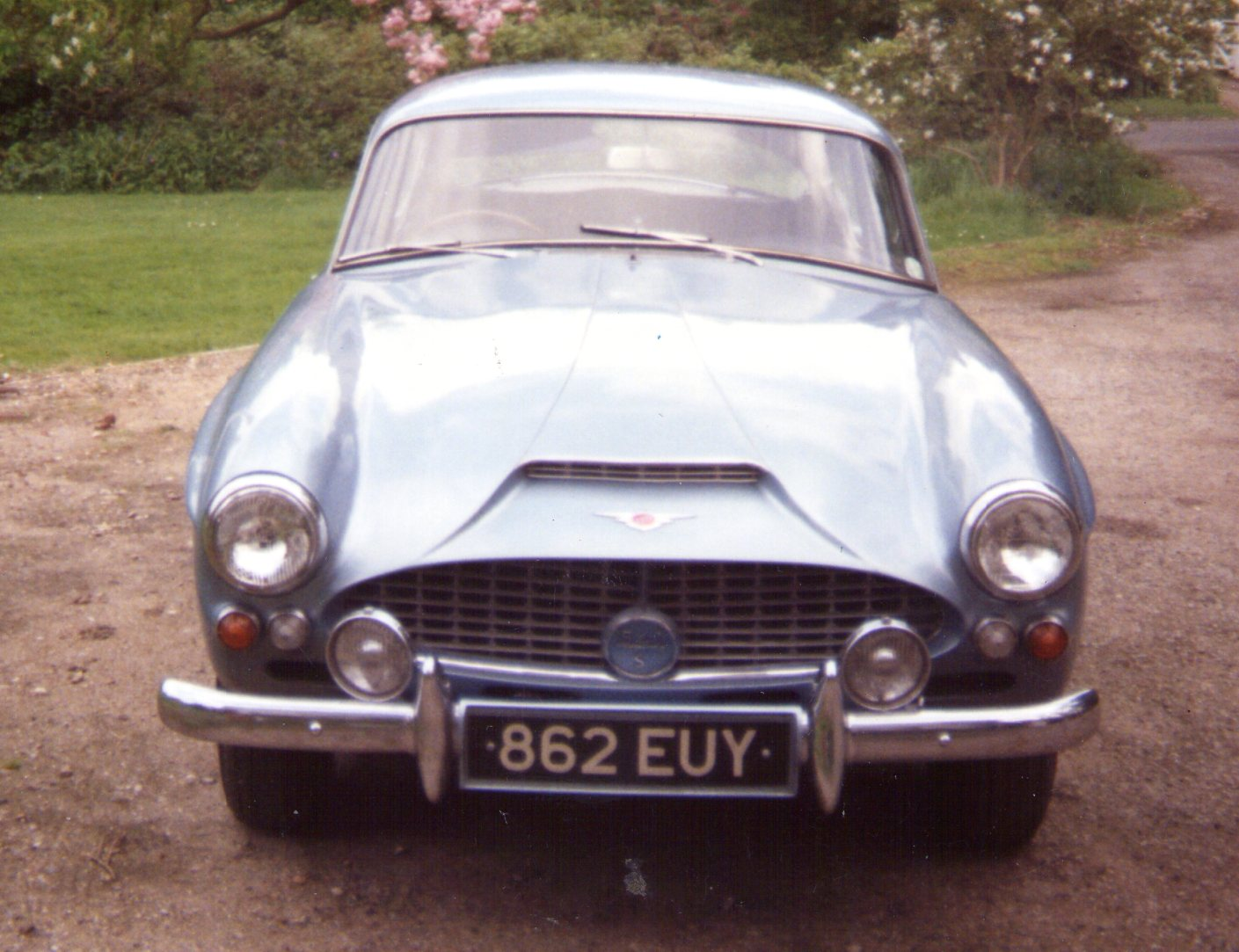
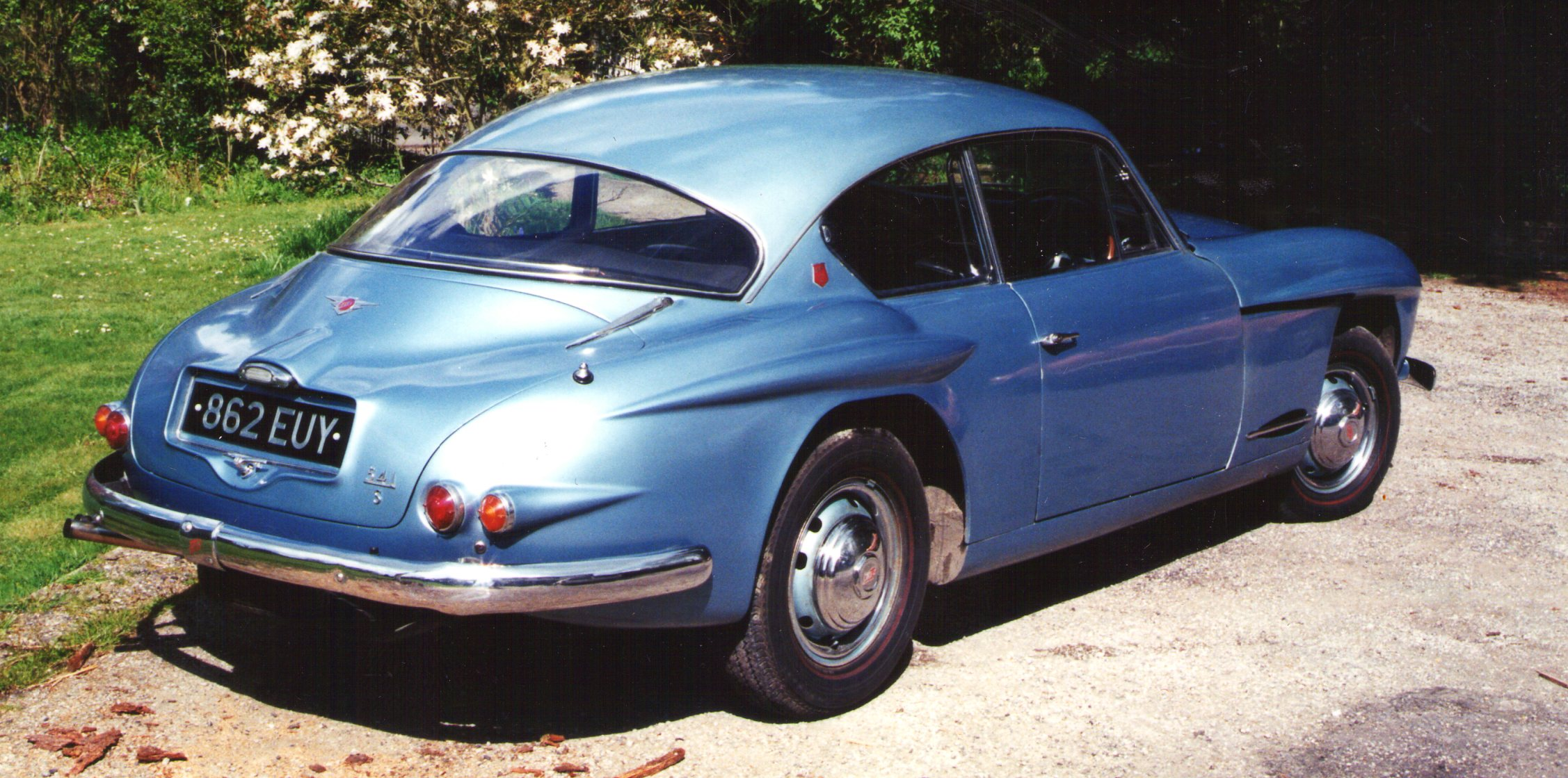

## Додаткова література
- Garnier, Peter; Healey, Brian (1989). Donald Healey: my world of cars. ISBN 1-85260-212-0.
- Jensen Road Test Book: Jensen Cars 1946–67. Brooklands Books. 2002. ISBN 0-906589-86-X.
- Calver, Richard (1991). A history of Jensen: the chassis data. ISBN 0-646-03563-0.